# Akira Saitō
Akira Saitō (斉藤 明?, Saitō Akira; Chiba, 2 dicembre 1963) è un pilota motociclistico giapponese, ritiratosi dall'attività agonistica.

## Carriera
Ha corso nella classe 125 del motomondiale dal 1991 al 1996, correndo a tempo pieno dal 1993, sempre con una Honda Racing Corporation, con il team Kepla per le prime due stagioni e con il team Docshop per le successive due, correndo con compagno di squadra Noboru Ueda nell'ultimo anno. Nella prima stagione in cui ha corso come pilota titolare, il 1993, si è piazzato sesto con 117 punti e i primi piazzamenti a podio. L'anno successivo chiude quattordicesimo mentre nel 1995, quattro volte sul podio, chiude quarto in campionato. La sua ultima stagione nel motomondiale è quella del 1996, anno in cui è diciassettesimo. In tutta la sua carriera iridata ha sempre guidato motociclette Honda.

## Risultati nel motomondiale
| 1991 | Classe | Moto  |   |  |    |  |  |  |  |  |  |  |  |  |  |    |  | Punti | Pos. |
| ---- | ------ | ----- | - |  | -- |  |  |  |  |  |  |  |  |  |  | -- |  | ----- | ---- |
| 1991 | 125    | Honda | 8 |  | NE |  |  |  |  |  |  |  |  |  |  | NE |  | 8     | 29º  |

| 1992 | Classe | Moto  |   |  |  |  |  |  |  |  |  |  |  |  |  |  |  | Punti | Pos. |
| ---- | ------ | ----- | - |  |  |  |  |  |  |  |  |  |  |  |  |  |  | ----- | ---- |
| 1992 | 125    | Honda | 5 |  |  |  |  |  |  |  |  |  |  |  |  |  |  | 8     | 17º  |

| 1993 | Classe | Moto  |   |     |   |     |   |   |   |   |   |   |   |   |     |  |  | Punti | Pos. |
| ---- | ------ | ----- | - | --- | - | --- | - | - | - | - | - | - | - | - | --- |  |  | ----- | ---- |
| 1993 | 125    | Honda | 7 | Rit | 4 | Rit | 5 | 4 | 9 | 3 | 3 | 5 | 5 | 6 | Rit |  |  | 117   | 6º   |

| 1994 | Classe | Moto  |   |   |   |     |   |   |     |    |    |    |    |    |    |     |  | Punti | Pos. |
| ---- | ------ | ----- | - | - | - | --- | - | - | --- | -- | -- | -- | -- | -- | -- | --- |  | ----- | ---- |
| 1994 | 125    | Honda | 6 | 8 | 5 | Rit | 7 | 8 | Rit | 14 | 14 | 15 | NP | 19 | 14 | Rit |  | 53    | 14º  |

| 1995 | Classe | Moto  |    |   |   |   |     |   |   |   |     |   |   |   |   |  |  | Punti | Pos. |
| ---- | ------ | ----- | -- | - | - | - | --- | - | - | - | --- | - | - | - | - |  |  | ----- | ---- |
| 1995 | 125    | Honda | 11 | 3 | 2 | 8 | Rit | 7 | 3 | 4 | Rit | 3 | 6 | 4 | 7 |  |  | 127   | 4º   |

| 1996 | Classe | Moto  |   |   |     |    |   |    |    |    |     |    |    |    |     |    |    | Punti | Pos. |
| ---- | ------ | ----- | - | - | --- | -- | - | -- | -- | -- | --- | -- | -- | -- | --- | -- | -- | ----- | ---- |
| 1996 | 125    | Honda | 8 | 9 | Rit | 24 | 5 | 10 | 16 | 19 | Rit | 12 | 15 | 16 | Rit | 17 | 10 | 43    | 17º  |

| Legenda | 1º posto        | 2º posto            | 3º posto            | A punti      | Senza punti        | Grassetto – Pole position Corsivo – Giro più veloce |
| Legenda | Gara non valida | Non qual./Non part. | Ritirato/Non class. | Squalificato | '-' Dato non disp. | Grassetto – Pole position Corsivo – Giro più veloce |